# 井上剛 (実業家)
井上 剛（いのうえ つよし、1968年1月13日 - ）は、日本の実業家。学位はMaster of Business Administration（ケンタッキー大学・1997年）。証券アナリスト。外食産業向けのコンサルティング、企業分析に定評がある。日本フードビジネスセンター株式会社創業者、代表取締役。日本証券アナリスト協会検定会員。

## 経歴
- 東京都中野区出身。城北中学校・高等学校→ウェストミンスター大学 (ユタ州)経済学部卒業。
- 1990年 - 勧角証券株式会社入社。
- 1995年 - 日本証券奨学財団海外フェローシップとして渡米し、ケンタッキー大学大学院経営学修士課程（MBA）に入学。
- 1997年 - ケンタッキー大学大学院MBA首席卒業。
- 2003年 - スタン・ディーモズ株式会社設立、代表取締役に就任。
- 2007年 - ジャパンフードシステムズ株式会社、代表取締役に就任。
- 2009年 - 株式会社幸楽苑、開発部長に就任。
- 2011年 - スパイナルサポートアンドケアジャパン株式会社設立、代表取締役に就任。
- 2013年 - 株式会社ウィラード・ウォーター、COOに就任。
- 2014年 - 日本フードビジネスセンター設立、代表取締役に就任。

## 出演した番組
- おはよう日本（NHK/総合テレビ）

## 寄稿誌
- 『FoodBiz』株式会社エフビー
- 『食品商業』株式会社商業界
- 『フーズチャンネル』株式会社インフォマート